# 九廣鐵路火車遊戲廣告
九廣鐵路「火車遊戲」廣告，是香港九廣鐵路公司於1991年推出的電視廣告，因其後來出現的鬧鬼傳聞而聞名，成為香港著名都市傳說之一。

## 廣告內容
廣告時長約40秒，內容是一群舊式衣著的男童女童在郊外樹林中玩「火車遊戲」，他們露出笑容，模仿火車列隊前行，雙手前舉搭著前一人的肩膊，配以模仿火車運行聲音（如氣笛聲）的背景音樂。片末出現字幕：「印象中，火車永遠美妙。現實裡，我們全力為您延續這份歡笑。」（中文版）及九廣鐵路商標:158-159。英文版字幕則是：「Trains. When you were small, they were wonderful. We 're working hard to keep it that way for you.」

## 製作

### 團隊
負責此廣告的廣告公司為奥美香港（Ogilvy Hong Kong），創作及製作團隊主要人員包含香港及外籍製作人。其中Ricardo de Carvalho（葡萄牙裔）及Joe So分別是創意及美術指導，Andrew Hagen擔任監製。吳鋒濠（Nelson Ng）同時兼任導演和剪接，Lester Wong為攝影師。文案由曾錦程（KC Tsang）及Catherine Kennedy撰寫，而配樂則由Dave Packer包辦。

### 過程
資深廣告從業者曾錦程當時入行不久，是此廣告的文案寫手，他曾於著作中詳述創作過程。列舉如下：:151-153
九廣鐵路經過1980年代初期的電氣化後，宣傳一直強調現代化，當時給廣告公司的要求是展現「progressive」（創作團隊理解為「不斷前進」之意）。而創作團隊則認為這類公用事業廣告吹噓進步，或作出一些相關的承諾，市民已經習以為常，不會留下深刻印象，建議使用「動之以情」的策略，因此提出了小童玩火車穿山洞遊戲的方案，試圖勾起觀眾的童年回憶。但「progressive」的精神亦必須存在，因此構思初期曾設計一些複雜的情節用於火車遊戲之上，例如讓小童齊心克服一些困難，從而暗喻進步。這種構思有受到當時鱷魚恤童裝廣告的影響。但經過創意指導Ricardo de Carvalho的意見後，決定刪除所有複雜情節，只保留簡潔的情感部分，在片末以字幕輕輕道出信息。這提案亦獲得九廣鐵路代表同意。
拍攝籌備階段，導演吳鋒濠建議到北京拍攝。其理由是當地有遼闊的場景且較有新鮮感；當地的兒童比香港純真。他亦建議選用較懷舊衣著，試圖抽離現實，營造浪漫感。（此風格與展現progressive的要求相違背。）
九廣鐵路代表看了試片後，最初不滿意，更以「country bumpkins」（「土包」之意）來形容。後來經過與廣告公司高層的密會後，轉為同意廣告的理念。（因曾錦程當時職級不高，並不清楚詳情。）

## 反響

### 鬧鬼傳聞
此廣告後來出現鬧鬼傳聞。坊間觀點如下:154：
- 某些分鏡中出現了其他分鏡所沒有的小童，小童數量不一。
- 一些觀眾對畫面較主觀的看法，例如有小童嘴角有血、笑容詭異、面無血色等。
- 傳出廣告中兒童演員及製作人員（其中一說為導演吳鋒濠[9]）拍攝後相繼去世的傳聞。

對於流傳的時間，據曾錦程回憶，此廣告後來推出了續篇，第一個續篇推出後，有一位電台DJ於節目中憶述在前一作（「火車遊戲」篇）中看見鬼，從此傳聞開始廣泛傳播，並衍生出更多說法:154。傳聞引起全香港廣泛議論，傳媒爭相搜集資料報道:154，廣告片段更曾被日本的電視綜藝節目播放及議論。
對於此傳聞，九廣鐵路及廣告公司則解釋，時隱時現的小童及數量問題，是因為播放的片段是從拍攝時的幾個不同版本剪接而成；嘴角有血只是演員面部活動留下的痕跡；後來他們曾重新找回當時參與拍攝的兒童演員舉行聯歡會，證明去世傳聞只是虛構。當年TVB節目《靈通天地線》主持吳剛亦曾到中國內地尋找該些兒童，證明他們依然健在。
有說傳聞流傳後，九廣鐵路決定停播此廣告。曾錦程則憶述當時九廣鐵路在報章刊登了一則澄清廣告，標題為「稚子無辜，何罪之有」:154。
有大學學者以此作為謠言散播的研究案例。:154

### 評價
此廣告畫面的低飽和度色調，及背景音樂的風格，令整體氣氛詭異、陰森，影響鬧鬼傳聞的形成。
曾錦程指出此廣告不以技術進步、專業、效率、大規模投資等作為賣點，是非典型的公營機構廣告片。他又認為此廣告屬於1990年代初香港廣告界懷舊風潮的作品之一。在當時眾多懷舊作品中，其特色是由之前一些豪華瑰麗風格的作品，轉為樸實平凡，更純粹以情動人，有承先啟後的價值。據其回憶，廣告推出時反應不俗。縱使有鬧鬼傳聞，亦無礙其後兩三年間陸續推出多個風格相近的續篇。:149, 154, 155

## 獎項及提名
| 廣告名稱         | 獲獎年份 | 頒獎禮                    | 獎項                                                  | 結果 |
| ---------------- | -------- | ------------------------- | ----------------------------------------------------- | ---- |
| "KCRC" Corporate | 1992     | 香港廣告商會 金帆廣告大獎 | 電視/戲院商業廣告 公營機構/公用服務/交通運輸/媒體類別 | 銀獎 |
| "KCRC" Corporate | 1992     | 香港廣告商會 金帆廣告大獎 | 中文電視/戲院廣告                                     | 銀獎 |
| "KCRC" Corporate | 1992     | 香港廣告商會 金帆廣告大獎 | 原創音樂                                              | 銅獎 |

## 續篇
- Chair[13][14][15]
- Pump Trolley[16]
- Boyscout[17][18]

## 相關影視作品
2017年ViuTV靈異題材電視劇集《詭探》第一單元《火車》取材自此廣告的鬧鬼傳聞。

## 備註
1. ↑  其鐵路經營權現已轉交港鐵公司，見兩鐵合併。
2. ↑  坊間多流傳廣告在1993年播出，是有所誤會。傳聞是在此廣告的一個續篇推出時，才開始流傳，應是1992年後期[2]。
3. ↑  例如《世界恐怖之夜!》第三回《世界の恐怖映像2010 こんな映像なぜ撮れた超コワい絶叫動画50!》。